# Dominique Dryding
Dominique Dryding, née le 2 novembre 1992, est une nageuse sud-africaine.

## Carrière
Dominique Dryding remporte deux médailles de bronze aux Jeux africains de 2007 à Alger, sur 800 et 1 500 mètres nage libre.
Elle est médaillée d'or du relais 4 x 100 mètres quatre nages et médaillée d'argent du 200 mètres nage libre, du 5 kilomètres en eau libre ainsi que du relais 4 x 100 mètres nage libre aux Championnats d'Afrique de natation 2008 à Johannesbourg.
Aux Jeux africains de 2011 à Maputo, elle obtient la médaille d'or du relais 4 x 200 mètres nage libre.